# Rapsécourt

Rapsécourt este o comună în departamentul Marne, Franța. În 2009 avea o populație de 34 de locuitori.